# Ізопренові каучуки

Polyisoprene, an example of polymer.

Ізопренові каучуки (СКІ, СКІ-3) — синтетичні каучуки, які добувають полімеризацією ізопрену за допомогою літієвих, літійорганічних та інших каталізаторів. СКІ — це повні аналоги натурального каучуку, які відповідають йому як за структурою, так і за властивостями. Стереорегулярні ізопренові каучуки СКІ-3 можуть повністю замінити натуральний каучук, поступаючись трохи перед дивініловим синтетичним каучуком зносостійкістю.
При полімеризації ізопрену отримують ізопреновий каучук:
nСН2=С(СН3)-СН=СН2 → (-СН2-С(СН3)=СН-СН2-)n

## Використання
Натуральний каучук та синтетичний поліізопрен використовуються переважно для шин. Інше застосування включає латексні вироби, взуття, ремені, шланги та презервативи.
М'ячі для гольфу виготовляють з використанням натуральної гутаперчі та синтетичного транс-1,4-поліізопрена.